# オールド・グリニッジ駅
オールド・グリニッジ駅（オールド・グリニッジえき、英語: Old Greenwich station）は、コネチカット州フェアフィールド郡グリニッジにあるメトロノース鉄道の駅。

## 概要
メトロノース鉄道のニューヘイブン線の駅である。この駅からニューヨーク州にあるグランド・セントラル駅への移動が可能である。

## 利用可能な鉄道路線／列車
メトロノース鉄道：
■ニューヘイブン線

## 歴史
駅舎は1892年に建造され、1895年に現在の場所に設置された。当初サウンド・ビーチ・レールロード駅（Sound Beach Railroad Station）という名がついていたが、1931年にオールド・グリニッジ駅に改称された。

## 駅構造
| ホーム | 3番線 | 1番線 | 2番線 | 4番線 | ホーム |

2面4線（単式）のホームを持つ地上駅である。
| のりば | 路線              | 方向 | 行先                                         | 備考 |
| ------ | ----------------- | ---- | -------------------------------------------- | ---- |
| 3      | ■ニューヘイブン線 | 上り | グランド・セントラル方面                     |      |
| 4      | ■ニューヘイブン線 | 下り | スタンフォード/ ニュー・ヘブン＝ユニオン方面 |      |

## 隣の駅
メトロノース鉄道
■ニューヘイブン線
リバーサイド - オールド・グリニッジ駅 - スタンフォード